# سوادیه نبهان
سوادیه نبهان (به عربی: السوادیة نبهان) یک روستا در سوریه است که در ناحیه درکوش واقع شده‌است. سوادیه نبهان ۹۹۵ نفر جمعیت دارد.